# Степанов, Виктор Иванович (минералог)
Виктор Иванович Степанов (7 января 1924 — 6 августа 1988) — советский минералог, коллекционер, «некоронованный король отечественной минералогии» (А. М. Бондарь), лучший диагност минералов по внешним признакам, коллекционер. В честь В. И. Степанова был назван минерал вистепит.

## Биография
Родился в городе Семёнов. Со школы увлекался минералогией. Участвовал в краеведческом кружке и в 1939 году был делегатом Всесоюзной Сельскохозяйственной выставки.  
В 1941 году поступил в  Свердловский Горный институт. Во время войны был эвакуирован в Среднюю Азию, где начал работать коллектором в геологической партии.  Осенью 1942 года был призван  в армию и направлен на обучение в пехотное училище. Закончил обучение в звании младшего лейтенанта,  воевал на 3-м Украинском фронте, при форсирования Днестра был ранен. 
После выздоровления до августа 1945 года  работал переводчиком с немецкого языка, затем в Болгарии — переводчиком с болгарского. После демобилизации в 1946 году поступил во МГРИ, параллельно работая в геологических экспедициях. В 1950 году переводится на геологический факультет МГУ, по окончании которого в 1952 году работал в должности минералога в Центральном Казахстане. Далее — младший научный сотрудник в отделе минералогии ИГЕМ АН СССР. 
В 1963 году становится младшим научным сотрудником ИМГРЭ, затем — старшим научным сотрудником.  В ИМГРЭ работает над созданием уникального музея минералов редких элементов. Увлекался спелеологией, участвовал в работах Международного спелеологического конгресса.  В 1986 г. В.И. Степанов переходит на работу в Минералогический музей им. А.Е. Ферсмана АН СССР. 

## Музейная работа
В. И. Степановым была собрана крупнейшая минералогическая коллекция в СССР (передана в Минералогический музей им. А. Е. Ферсмана РАН). Коллекция состоит из нескольких частей (систематика, онтогения, карст, Минералы Подмосковья), каждая из которых уникальна.
На май 1987 года в коллекции В. И. Степанова были представлены 1297 минеральных видов. По своему разнообразию она уступала в СССР лишь двум крупнейшим музеям страны — Академии наук и Горного музея (1968 и 1795 видов соответственно). 

"Степанов — удивительный знаток камня, коллекционер Божьей милостью и одновременно профессиональный геолог — минералог экстра-класса. По крупицам, по камешку собирал он свою коллекцию на протяжении всей жизни. Ни война, ни многолетняя служба в Красной Армии не могли изменить его подвижническую натуру. Он умудрялся пополнять свою коллекцию в самых неожиданных ситуациях: на фронте при рытье окопов, в дороге при короткой остановке, прямо на обочине или в бане рудника Кара-Оба, куда проходчик поспешил принести образцы, узнав о появлении Виктора Ивановича в посёлке. Начало сбора коллекции произошло при более чем курьёзных обстоятельствах и датируется 1935 годом.

## Публикации
- Степанов В. И. О происхождении так называемых «колломорфных» агрегатов минералов.— В кн.: Онтогенические методы изучения минералов. М.: Наука, 1970, с. 198—206.
- Степанов В. И. Периодичность процессов кристаллизации в карстовых пещерах. — Тр. Минералогического музея АН СССР, вып.20. М.: Наука, 1971, с. 161—171.
- Степанов В. И. Волгин В. Ю., Чистякова Н. И. Лаффитит из ртутного месторождения Чаувай — первая находка в СССР. — Докл. АН СССР, 1986, 288, № 3, с. 703—706.
- Степанов В. И. Шкала качества образцов. Среди минералов (альманах). М., 2001, с. 43.
- Степанов В. И., Буканов В. В., Быкова А. В. Плюмбомикролит из амазонитового пегматита горы Плоской — первая находка в СССР. — Докл. АН СССР, 1982, 263, № 1, с. 183—185.
- Степанов В. И., Матросова Т. И. Об экспрессной диагностике цеолитов и сопутствующих минералов. — В сб. «Методы диагностики и количественные определения содержаний цеолитов в горных породах». Мат. Всесоюзного семинара, Новосибирск, 22-24 мая 1984 г. Н., 1985, с. 126—129.
- Степанов В. И., Матросова Т. И., Быкова А. В. О генезисе таумасита из различных типов месторождений и его химический состав. — Тр. Минералогического музея АН СССР. Вып.29. М.: Наука, 1981.